# Beijer Ref
Beijer Ref AB er en svensk forhandler af løsninger til kommerciel- og industrikøling, varme og aircondition. Virksomheden har hovedkontor i Malmö og er tilstede i 42 lande i verden igennem datterselskaber og ca. 450 filialer.